# Почётный гражданин Казани
Почётный гражданин Казани (тат. Казанның мактаулы гражданины) — звание, учреждённое в 2005 году и присваемое мэром Казани за «выдающийся вклад в развитие и процветание Казани, повышение ее роли и авторитета в Российской Федерации и на международной арене». Ранее существовало в Российской империи и СССР.

## История

### Казанская губерния
Звание почётного гражданина Казани было учреждено впервые в 1864 году постановлением собрания Казанского городского общества по решению Казанского городского головы. Звание присваивалось как уроженцам Казани, так и высшим чиновникам Российской империи, внёсшим большой вклад в развитие Казани в области государственной, торгово-экономической и благотворительной деятельности. Постановление о присвоении звания принималось городской думой, а затем утверждалось императором, после чего имя нового почётного гражданина Казани заносилось в особую «Бархатную книгу». Первым почётным гражданином Казани в 1864 году стал Казанский, Вятский и Пермский генерал-губернатор А. Е. Тимашев. В дальнейшем звания были удостоены министр финансов М. Х. Рейтерн (1880), вдова профессора семинарии Ю. П. Годяева (1882), министр финансов И. А. Вышнеградский (1890), меценатка О. С. Александрова (1890), вице-адмирал И. Ф. Лихачёв (1891), министр финансов С. Ю. Витте (1894). Впоследствии новых почётных граждан не появилось, а после революции 1917 года практика присвоения этого звания была надолго забыта.

### Татарская АССР
В 1987 году звание почётного гражданина Казани было восстановлено постановлением Казанского городского Совета народных депутатов, согласно которому оно присваивалось «тем, кто показывает высокие образцы гражданского долга, героически сражался на фронтах Великой Отечественной войны, совершил трудовые подвиги, а также активно участвует в общественной, политической и культурной деятельности города». Решение о присвоении звания принималось исполнительным комитетом городского Совета народных депутатов и должно было производиться ежегодно к дню годовщины Октябрьской революции. Новым почётным гражданинам на торжественной церемонии вручалось соответствующее свидетельство и нагрудный знак с атласной лентой, а их имена с фотографиями вносились в Книгу почётных граждан города Казани.
В 1987 году первым обладателем почётного гражданства стал В. И. Ленин, а затем в том же году звания были удостоены ещё 13 человек — химик Б. А. Арбузов, писатель Г. Б. Баширов, конструктор В. П. Глушко, Герой Советского Союза М. П. Девятаев, писатель Н. С. Исанбет, партийный и государственный деятель С. Л. Князев, ветеран партии В. Н. Новикова, химик А. Н. Пудовик, участник революции и гражданской войны В. Н. Родин, участник революции и гражданской войны Ф. С. Семёнов, председатель казанской секции ветеранов Великой Отечественной войны С. А. Тагиров, художник Б. И. Урманче, участник гражданской и Великой Отечественной войн Я. Д. Чанышев. Таким образом, решения о присвоении почётного гражданства были приняты лишь дважды, в последующие годы награждений не производилось, а в 1999 году постановление об учреждении звания было признано утратившим силу.

### Республика Татарстан
В 2005 году, к 1000-летию Казани, традиция присвоения почётного гражданства была возрождена в очередной раз решением Казанского Совета народных депутатов, согласно которому звание стали присваивать за «выдающийся вклад в развитие и процветание Казани, повышение её роли и авторитета в России и на международной арене». Обладателями нового звания являются более 50 человек — деятелей искусства, культуры, науки и спорта, государственных и общественных деятелей; последнее присвоение состоялось в 2022 году.

## Статут
Звание почётного гражданина Казани присваивается «гражданам, внесшим выдающийся вклад в развитие и процветание Казани, повышение ее роли и авторитета в Российской Федерации и на международной арене» по следующим основаниям:
- выдающийся вклад в экономическое, социальное, духовное развитие города Казани, восстановление и сохранение его историко-архитектурного облика, строительство зданий и сооружений;
- поступки и дела, совершенные на благо города Казани и его жителей (благотворительная деятельность, пожертвования в особо крупных размерах, безвозмездное финансирование социально значимых проектов);
- авторитет гражданина у жителей города Казани, обретенный благодаря длительной общественной, политической, научной, спортивной, культурной, хозяйственной, а также иной деятельности с выдающимися результатами как для города Казани, так и Республики Татарстан, Российской Федерации.

Кандидатуры на присвоение звания предлагаются на заседаниях трудовых коллективов организаций, учреждений и предприятий, после чего соответствующие предложения рассматриваются соответствующей комиссией, а затем принимаются городской думой. Обладателю звания вручаются грамота, удостоверение, знак на ленте и его уменьшенная нагрудная копия, а его имя заносится в книгу почётных граждан Казани. Торжественная церемония присвоения звания проводится с участием мэра Казани накануне дня города. Лишение звания может быть произведено по решению суда в случае осуждения награждённого за совершение тяжких преступлений.
Знак почётного гражданина представляет собой изображение Зиланта, окружённое лавровой ветвью и декоративным орнаментом, а также обрамлённое снизу вьющейся лентой с надписью на татарском и русском языках: «Почетный гражданин города Казани — Казан шәһәренең мактаулы гражданины». Знак размерами 38 на 60 мм, выполненный из позолоченного серебра и эмали бордового цвета, при помощи декоративного кольца соединяется с лентой бордового цвета с желтой окантовкой. Уменьшенная копия знака совершенно ему идентична, имеет размеры 26 на 42 мм, крепится к прямоугольной колодке с изображением лаврового листа и имеет застежку для прикрепления к одежде.

## Список почётных граждан Казани
| №                    | Лауреат               | Основание | Дата                            | П.           |
| -------------------- | --------------------- | --- | ------------------------------- | ------------ |
| Казанская губерния   |                       | |                                 |              |
| 1                    | Александр Тимашев     | за многотрудную деятельность, предпринятую для спокойствия края | 16 (28) июля 1864               | [ 1 ] [ 3 ]  |
| 2                    | Михаил Рейтерн        | за вклад в развитие местной промышленности и торговли | 27 января (8 февраля) 1876      | [ 1 ] [ 17 ] |
| 3                    | Юлия Годяева          | за пожертвование дома и капитала для организации богадельни | 25 октября (6 ноября) 1882      | [ 1 ] [ 18 ] |
| 4                    | Иван Вышнеградский    | за большие государственные заслуги и поддержку экономического развития Казани | 28 сентября (10 октября) 1890   | [ 1 ] [ 19 ] |
| 5                    | Ольга Александрова    | за широкомасштабную благотворительную деятельность, в частности, за пожертвование городу зданий для городского Пассажа и Ксенинской гимназии | 28 сентября (10 октября) 1890   | [ 1 ] [ 19 ] |
| 6                    | Иван Лихачёв          | за пожертвование городу художественной коллекции, ставшей основой городского музея | 27 июня (9 июля) 1891           | [ 5 ] [ 20 ] |
| 7                    | Сергей Витте          | за активное участие в строительстве Казанско-Рязанской железной дороги | 21 декабря 1893 (2 января 1894) | [ 5 ] [ 3 ]  |
| Татарская АССР       |                       | |                                 |              |
| 1 (8)                | Владимир Ленин        | к 117-й годовщине со дня рождения | 22 апреля 1987                  | [ 5 ]        |
| 2 (9)                | Борис Арбузов         | в ознаменование 70-летия Октябрьской революции за выдающиеся заслуги перед городом в осуществлении задач коммунистического строительства, за активное участие в общественной, политической и культурной жизни города                                                         | 28 октября 1987                 | [ 6 ]        |
| 3 (10)               | Гумер Баширов         | в ознаменование 70-летия Октябрьской революции за выдающиеся заслуги перед городом в осуществлении задач коммунистического строительства, за активное участие в общественной, политической и культурной жизни города                                                         | 28 октября 1987                 | [ 6 ]        |
| 4 (11)               | Валентин Глушко       | в ознаменование 70-летия Октябрьской революции за выдающиеся заслуги перед городом в осуществлении задач коммунистического строительства, за активное участие в общественной, политической и культурной жизни города                                                         | 28 октября 1987                 | [ 6 ]        |
| 5 (12)               | Михаил Девятаев       | в ознаменование 70-летия Октябрьской революции за выдающиеся заслуги перед городом в осуществлении задач коммунистического строительства, за активное участие в общественной, политической и культурной жизни города                                                         | 28 октября 1987                 | [ 6 ]        |
| 6 (13)               | Наки Исанбет          | в ознаменование 70-летия Октябрьской революции за выдающиеся заслуги перед городом в осуществлении задач коммунистического строительства, за активное участие в общественной, политической и культурной жизни города                                                         | 28 октября 1987                 | [ 6 ]        |
| 7 (14)               | Сергей Князев         | в ознаменование 70-летия Октябрьской революции за выдающиеся заслуги перед городом в осуществлении задач коммунистического строительства, за активное участие в общественной, политической и культурной жизни города                                                         | 28 октября 1987                 | [ 6 ]        |
| 8 (15)               | Вера Новикова         | в ознаменование 70-летия Октябрьской революции за выдающиеся заслуги перед городом в осуществлении задач коммунистического строительства, за активное участие в общественной, политической и культурной жизни города                                                         | 28 октября 1987                 | [ 6 ]        |
| 9 (16)               | Аркадий Пудовик       | в ознаменование 70-летия Октябрьской революции за выдающиеся заслуги перед городом в осуществлении задач коммунистического строительства, за активное участие в общественной, политической и культурной жизни города                                                         | 28 октября 1987                 | [ 6 ]        |
| 10 (17)              | Василий Родин         | в ознаменование 70-летия Октябрьской революции за выдающиеся заслуги перед городом в осуществлении задач коммунистического строительства, за активное участие в общественной, политической и культурной жизни города                                                         | 28 октября 1987                 | [ 6 ]        |
| 11 (18)              | Фёдор Семёнов         | в ознаменование 70-летия Октябрьской революции за выдающиеся заслуги перед городом в осуществлении задач коммунистического строительства, за активное участие в общественной, политической и культурной жизни города                                                         | 28 октября 1987                 | [ 6 ]        |
| 12 (19)              | Салман Тагиров        | в ознаменование 70-летия Октябрьской революции за выдающиеся заслуги перед городом в осуществлении задач коммунистического строительства, за активное участие в общественной, политической и культурной жизни города                                                         | 28 октября 1987                 | [ 6 ]        |
| 13 (20)              | Баки Урманче          | в ознаменование 70-летия Октябрьской революции за выдающиеся заслуги перед городом в осуществлении задач коммунистического строительства, за активное участие в общественной, политической и культурной жизни города                                                         | 28 октября 1987                 | [ 6 ]        |
| 14 (21)              | Якуб Чанышев          | в ознаменование 70-летия Октябрьской революции за выдающиеся заслуги перед городом в осуществлении задач коммунистического строительства, за активное участие в общественной, политической и культурной жизни города                                                         | 28 октября 1987                 | [ 6 ]        |
| Республика Татарстан |                       | |                                 |              |
| 1 (22)               | Азад Аббасов          | за выдающиеся заслуги в области вокального искусства, повышение авторитета г. Казани в России и за рубежом | 22 августа 2005                 | [ 21 ]       |
| 2 (23)               | Асгат Галимзянов      | за выдающийся вклад в дело защиты детей, благотворительную деятельность | 22 августа 2005                 | [ 21 ]       |
| 3 (24)               | Наиля Гилязова        | за выдающийся вклад в развитие отечественного спорта, воспитание мастеров спорта международного класса, повышение авторитета Казани в России и за рубежом | 22 августа 2005                 | [ 21 ]       |
| 4 (25)               | Борис Ельцин          | за выдающийся вклад в экономическое, социальное, духовное развитие города | 22 августа 2005                 | [ 21 ]       |
| 5 (26)               | Альберт Камалеев      | за выдающийся вклад в экономическое, социальное развитие г. Казани, общественно-политическую деятельность | 22 августа 2005                 | [ 21 ]       |
| 6 (27)               | Александр Лаврентьев  | за выдающийся вклад в развитие авиационной промышленности, послуживший повышению престижа г. Казани в России и на международной арене и за благотворительную деятельность на благо города                                                                                    | 22 августа 2005                 | [ 21 ]       |
| 7 (28)               | Ильдус Мостюков       | за выдающийся вклад в разработку и внедрение Единой общевойсковой системы государственного радиолокационного опознания страны (ЕСГРЛО) в эксплуатацию, экономическое и социальное развитие г. Казани и большую общественную работу                                           | 22 августа 2005                 | [ 21 ]       |
| 8 (29)               | Владимир Путин        | за выдающийся вклад в экономическое, социальное, духовное развитие города | 22 августа 2005                 | [ 21 ]       |
| 9 (30)               | Надежда Тимашова      | за выдающийся вклад в развитие ветеранского движения и укрепление ветеранских организаций г. Казани | 22 августа 2005                 | [ 21 ]       |
| 10 (31)              | Миркасым Усманов      | за выдающийся вклад в развитие науки, исследование проблем источниковедения и истории народов России, общественную деятельность | 22 августа 2005                 | [ 21 ]       |
| 11 (32)              | Александр Фурсенко    | за выдающийся вклад в развитие науки, историко-культурного наследия, общественную деятельность, направленную на благо г. Казани и Республики Татарстан | 22 августа 2005                 | [ 21 ]       |
| 12 (33)              | Минтимер Шаймиев      | за выдающийся вклад в экономическое, социальное, духовное развитие города | 22 августа 2005                 | [ 21 ]       |
| 13 (34)              | Харис Якупов          | за выдающийся вклад в области искусства, послуживший повышению престижа Казани в воспитании и подготовке молодых художников | 22 августа 2005                 | [ 21 ]       |
| 14 (35)              | Камиль Исхаков        | за выдающийся вклад в экономическое, социальное, духовное развитие города, беззаветное служение казанцам, повышение престижа Казани в России и за рубежом | 20 апреля 2006                  | [ 22 ]       |
| 15 (36)              | Ильгам Шакиров        | за выдающийся вклад в развитие и пропаганду татарского музыкального искусства во имя процветания г. Казани в России и за рубежом | 20 апреля 2006                  | [ 22 ]       |
| 16 (37)              | Рауф Кафиатуллин      | за выдающийся вклад в развитие теплоэнергетики г. Казани и Республики Татарстан, заслуги в области жилищно-коммунального хозяйства, воспитание молодых специалистов | 20 апреля 2006                  | [ 22 ]       |
| 17 (38)              | Марат Кафиатуллин     | за выдающийся вклад в строительство важных объектов г. Казани | 20 апреля 2006                  | [ 22 ]       |
| 18 (39)              | Сабир Ахтямов         | за выдающиеся заслуги перед Родиной, большой личный вклад в военно-патриотическое воспитание детей, молодежи, граждан Казани на протяжении многих десятилетий | 17 мая 2007                     | [ 23 ]       |
| 19 (40)              | Борис Кузнецов        | за выдающиеся заслуги перед Родиной, большой личный вклад в военно-патриотическое воспитание детей, молодежи, граждан Казани на протяжении многих десятилетий | 17 мая 2007                     | [ 23 ]       |
| 20 (41)              | Пётр Полушкин         | за выдающиеся заслуги перед Родиной, большой личный вклад в военно-патриотическое воспитание детей, молодежи, граждан Казани на протяжении многих десятилетий | 17 мая 2007                     | [ 23 ]       |
| 21 (42)              | Наиль Юсупов          | за выдающийся личный вклад в социально-экономическое развитие Казани, повышение ее роли и авторитета в России и на международной арене, развитие химической и нефтехимической промышленности города, плодотворную изобретательную деятельность                               | 17 мая 2007                     | [ 23 ]       |
| 22 (43)              | Василий Аксёнов       | за выдающийся личный вклад в развитие литературы, создание широко известных художественных произведений | 18 февраля 2008                 | [ 24 ]       |
| 23 (44)              | Фикрят Табеев         | за выдающийся личный вклад в экономическое, социальное развитие Казани, общественно-политическую деятельность на благо столицы Республики Татарстан | 18 февраля 2008                 | [ 24 ]       |
| 24 (45)              | Шафагат Тахаутдинов   | за выдающийся личный вклад в социально-экономическое развитие Казани, повышение ее роли и авторитета в России и на международной арене | 18 февраля 2008                 | [ 24 ]       |
| 25 (46)              | Евгений Сазонов       | за выдающийся вклад в строительство важных объектов Казани | 29 апреля 2009                  | [ 25 ]       |
| 26 (47)              | Курбан Бердыев        | за выдающийся вклад в развитие спорта, достижения во славу Казани, воспитание талантливых спортсменов | 29 апреля 2009                  | [ 25 ]       |
| 27 (48)              | Зинэтула Билялетдинов | за выдающийся вклад в развитие спорта, достижения во славу Казани, воспитание талантливых спортсменов | 29 апреля 2009                  | [ 25 ]       |
| 28 (49)              | Олег Морозов          | за выдающийся личный вклад в социально-экономическое развитие Казани, общественно-политическую деятельность на благо столицы Республики Татарстан | 29 апреля 2009                  | [ 25 ]       |
| 29 (50)              | Туфан Миннуллин       | за выдающийся вклад в развитие татарской драматургии и театрального искусства, общественно-политическую деятельность на благо Казани | 16 июля 2010                    | [ 26 ]       |
| 30 (51)              | Владимир Чуприн       | за выдающийся вклад в развитие здравоохранения г. Казани, особые заслуги в оказании неотложной хирургической помощи наиболее тяжело больным, создание медицинских служб, позволивших ускорить выздоровление и снизить смертность пациентов                                   | 16 июля 2010                    | [ 26 ]       |
| 31 (52)              | Любовь Кочнева        | за выдающийся вклад в реализацию новых подходов в системе образования, создание школы, содействующей целостному развитию и позитивной самореализации ребенка, обеспечение условий для качественного обучения и достижения учащимися высоких результатов                      | 16 июля 2010                    | [ 26 ]       |
| 32 (53)              | Камария Хамидуллина   | за выдающийся вклад в развитие национального образования в г. Казани, создание уникальной системы подготовки языковой личности в поликультурном обществе, обеспечение получения учащимися глубоких знаний, совершенствование их творческого потенциала                       | 16 июля 2010                    | [ 26 ]       |
| 33 (54)              | София Губайдулина     | за выдающийся вклад в развитие музыкального искусства, повышение авторитета столицы Республики Татарстан в международном сообществе | 17 июня 2011                    | [ 27 ]       |
| 34 (55)              | Иван Савельев         | за выдающийся вклад в создание системы обучения и воспитания детей, особо одаренных в области математики, физики; создание специализированной школы, обеспечивающей высокое качество обучения и достижение учащимися значительных результатов                                | 17 июня 2011                    | [ 27 ]       |
| 35 (56)              | Кев Салихов           | за выдающийся вклад в развитие науки, фундаментальные исследования в области химической физики и радиоспектроскопии, заслуги в повышении статуса Казани до уровня крупного научного центра в России и в мире                                                                 | 17 июня 2011                    | [ 27 ]       |
| 36 (57)              | Юрий Солуянов         | за выдающийся вклад в развитие строительной отрасли города Казани, за организацию работ по проектированию, монтажу и пусконаладке технического оборудования на всех объектах, обеспечивающих жизнедеятельность города, особый вклад в строительство Казанского метрополитена | 17 июня 2011                    | [ 27 ]       |
| 37 (58)              | Нурания Биктемирова   | за значительный личный вклад в сохранение исторического и культурного наследия Казани, традиций и быта Старо-Татарской слободы | 7 июня 2012                     | [ 28 ]       |
| 38 (59)              | Владимир Вавилов      | за выдающийся вклад в организацию благотворительной деятельности с целью оказания помощи детям с онкозаболеваниями | 7 июня 2012                     | [ 28 ]       |
| 39 (60)              | Владимир Житлов       | за выдающийся вклад в развитие спорта, подготовку спортсменов высокой квалификации | 7 июня 2012                     | [ 28 ]       |
| 40 (61)              | Владимир Алекно       | за выдающийся вклад в развитие спорта, достижения во славу Казани, воспитание талантливых спортсменов | 23 августа 2012                 | [ 29 ]       |
| 41 (62)              | Рафкат Кантюков       | за выдающийся вклад в социально-экономическое развитие города Казани, развитие массового и профессионального спорта, активную общественную и благотворительную деятельность                                                                                                  | 29 мая 2013                     | [ 30 ]       |
| 42 (63)              | Владимир Якунин       | за выдающийся вклад в развитие и совершенствование железнодорожной инфраструктуры столицы Республики Татарстан — г. Казани | 29 мая 2013                     | [ 30 ]       |
| 43 (64)              | Виталий Мутко         | за выдающийся личный вклад в социально-экономическое развитие и процветание Казани, повышение авторитета города, укрепление имиджа столицы Республики Татарстан в России и на международной арене                                                                            | 19 июля 2013                    | [ 31 ]       |
| 44 (65)              | Игорь Шувалов         | за выдающийся личный вклад в социально-экономическое развитие и процветание Казани, повышение авторитета города, укрепление имиджа столицы Республики Татарстан в России и на международной арене                                                                            | 19 июля 2013                    | [ 31 ]       |
| 45 (66)              | Валентина Никонова    | за спортивные достижения во славу Казани | 3 августа 2015                  | [ 32 ]       |
| 46 (67)              | Валерий Герасимов     | за активную гражданскую позицию и вклад в военно-патриотическое воспитание детей и молодежи | 7 сентября 2015                 | [ 33 ]       |
| 47 (68)              | Марат Рахимов         | за весомый вклад в развитие транспортной инфраструктуры и строительной отрасли в городе Казани | 16 августа 2016                 | [ 34 ]       |
| 48 (69)              | Индус Тагиров         | за весомый вклад в национально-государственное строительство Республики Татарстан и активную общественную деятельность | 16 августа 2016                 | [ 34 ]       |
| 49 (70)              | Алишер Усманов        | за активную общественную и благотворительную деятельность | 21 июня 2017                    | [ 35 ]       |
| 50 (71)              | Чулпан Хаматова       | за активную общественную и благотворительную деятельность | 21 июня 2017                    | [ 35 ]       |
| 51 (72)              | Урал Закиров          | за активную общественную деятельность и весомый вклад в развитие фундаментальной науки и отечественной космонавтики | 6 июня 2018                     | [ 36 ]       |
| 52 (73)              | Шамиль Тарпищев       | за весомый вклад в развитие физической культуры и спорта и реализацию социально-значимых проектов в городе Казани | 6 июня 2018                     | [ 36 ]       |
| 53 (74)              | Борис Тихомиров       | за выдающийся личный вклад в социально-экономическое развитие города и его строительного кластера, внедрение новейших технологий при проектировании промышленных и гражданских объектов, реставрации памятников культурного наследия и активную общественную деятельность    | 20 июня 2019                    | [ 37 ]       |
| 54 (75)              | Малика Гельмутдинова  | за весомый личный вклад в организацию социальной поддержки людей с ограниченными возможностями, активную общественную и благотворительную деятельность в городе Казани | 20 июня 2019                    | [ 37 ]       |
| 55 (76)              | Сергей Зайцев         | за активную гражданскую позицию, вклад в укрепление законности и правопорядка в Республике Татарстан и городе Казани | 16 июня 2020                    | [ 38 ]       |
| 56 (77)              | Салават Фатхутдинов   | за вклад в развитие и пропаганду татарской культуры и музыкального искусства, активную благотворительную деятельность | 16 июня 2020                    | [ 38 ]       |
| 57 (78)              | Мирфатых Закиев       | за достижения в области татарского языкознания, тюркологии, этнолингвоистории и выдающийся личный вклад в развитие фундаментальной науки | 16 августа 2021                 | [ 39 ]       |
| 58 (79)              | Марта Мартьянова      | за высокие спортивные достижения во славу России, Республики Татарстан и города Казани | 16 августа 2021                 | [ 39 ]       |
| 59 (80)              | Муслима Латыпова      | за значительный вклад в социапьно-экономическое раввитие столицы Респyблики Татарстан, активную общественную и благотворителъную деятельность | 18 августа 2022                 | [ 40 ]       |
| 60 (81)              | Евгений Богачёв       | за значительный вклад в социапьно-экономическое раввитие Респyблики Татарстан и её столицы, заслуги в популяризации баскетбола и активную общественную деятельность | 24 августа 2023                 | [ 41 ]       |